# Tagebau Kayelekera
Der Tagebau Kayelekera ist ein Uranbergwerk im Norden der ostafrikanischen Republik Malawi. Es handelt sich um das bislang größte derartige Bergbauprojekt in Malawi. Die entsprechende Uranlagerstätte ist eine der größten, die bislang in den Sedimentgesteinen der Karoo-Supergruppe bekannt sind. Von 2009 bis 2014 wurden hier etwa 4200 t Uran abgebaut.

## Geographie
Kayelekera liegt etwa 25 km (Luftlinie) westlich von Karonga und 575 km von Lilongwe entfernt im Tal des Nördlichen Rukuru in der Nordprovinz Malawis. Die Gegend um Kayelekera wird von zwei Flüssen entwässert: dem Sere und seinen Nebenflüssen im Norden und dem Muswanga und seinen Nebenflüssen im Süden. Beide sind Nebenflüsse des Nördlichen Rukuru.

## Geologie

### Allgemeines
Die Uranlagerstätte Kayelekera liegt im nördlichen Teil des Nördlicher-Rukuru-Beckens (North Rukuru Basin). Die Beckenfüllung repräsentiert einen von mehreren Erosionsresten eines ausgedehnten spätpaläozoisch-frühmesozoischen Sedimentationsraumes in der Region. Das Nördlicher-Rukuru-Becken ist ein von Verwerfungen begrenzter Halbgraben. Es erstreckt sich annähernd parallel zum Malawisee und ist rund 50 km lang und bis zu 6,5 km breit. Seine Entstehung wird in die Zeit nach Ablagerung der aktuell noch erhaltenen Sedimentfüllung und deutlich vor Einsetzen der Grabenbruchtektonik des Ostafrikanischen Riftsystems (frühester Termin: Oberjura) gelegt. Jenseits der Beckenrandverwerfungen stehen metamorphe und magmatische Gesteine des präkambrischen Grundgebirges an, die regionalgeologisch dem Misuku Belt, einem südöstlichen Ausläufer des Ubendian Mobile Belt zugerechnet werden.
Die im Becken erhaltenen Sedimentgesteine gehören der Karoo-Supergruppe an und sind spätkarbonischen bis mittelpermischen Alters. Die Schichtenfolge, die den jüngeren und zugleich größten Anteil an der insgesamt 1500 m mächtigen Beckenfüllung hat, wird Nördlicher-Rukuru-Formation (North Rukuru Sandstone and Shale Formation) genannt. Sie repräsentiert allgemein lakustrin-fluviatile Sedimentationsverhältnisse. Die Uranlagerstätte befindet sich im jüngsten Schichtglied der Nördlicher-Rukuru-Formation, dem „Kayelekera-Member“. Das „Kayelekera-Member“ ist mit Hilfe fossiler Pollen (Palynostratigraphie) auf mittleres Perm („Kasanium“) datiert worden und korreliert daher mit den Schichten der Ecca-Gruppe des Karoo-Hauptbeckens in Südafrika.

### Lagerstätte

#### Stratigraphie und Lithologien
Die Uranlagerstätte Kayelekera befindet sich komplett innerhalb des „Kayelekera-Members“, das vor Ort eine Mächtigkeit von maximal 150 m aufweist. Es besteht aus acht mächtigeren (jeweils rund 10 m) arkotischen Sandsteinpaketen in Wechsellagerung mit mächtigeren, teilweise siltführenden Tonsteinpaketen („Zwischenmittel“). Die Sandsteinpakete tragen, vom Liegenden zum Hangenden, die Bezeichnungen X3, X2, W, V, U, T, S und R. Einige der Sandsteinpakete sind intern durch geringmächtigere Tonsteinlagen gegliedert. Das Tonstein-Sandstein-Verhältnis innerhalb des „Kayelekera-Members“ beträgt etwa 1:1. Die Sedimente der Kayelekera-Abfolge sind teilweise in oxidierendem, teilweise in reduzierendem Milieu abgelagert worden, was sich an der Färbung des Gesteins ablesen lässt: oxische Schichten sind rot bis braun („red beds“), die unter reduzierenden Bedingungen abgelagerten Schichten sind dunkelgrün, einige Tonsteinhorizonte grau bis schwarz gefärbt, und einige werden sogar als „Kohle“ oder „Kohlentone“ („coal shale“) angesprochen.
Die Arkosesandsteine sind durchweg in reduzierendem Milieu abgelagert worden. Sie zeichnen sich typischerweise durch eine geringe Kornsortierung aus und besitzen einen hohen Anteil an unverwitterten Feldspäten (ca. 25 % Albit/Oligoklas und maximal 25 % Kalifeldspat). Einige Sandsteinpakete weisen teils mehrere „oben-fein-Zyklen“ (fining upward sequences) auf, bei denen der Glimmeranteil nach oben hin zunimmt. In den grobkörnigeren Lagen kontrastieren die fleischfarbenen Kalifeldspatklasten mit der grünlichen, kohlenstoff- und pyritreichen Matrix.

#### Strukturgeologie
Die Beckenfüllung ist während des Einsinkens des Halbgrabens geringfügig gefaltet worden. Das „Kayelekera-Member“ befindet sich daher im Kern einer Synklinalen, deren Faltenachse parallel zum Ostrand des Beckens streicht. Die Synklinale ist zudem durch ein System aus steil einfallenden Abschiebungen, die entweder parallel oder quer zur östlichen Beckenrandstörung streichen, in einzelne Schollen zerlegt. Nur auf den am stärksten abgesenkten Schollen sind überhaupt Schichten des „Kayelekera-Member“ erhalten. Auf einer solchen Scholle liegt folglich auch die Uranlagerstätte Kayelekera.

#### Vererzung und Entstehung
Die Vererzungen sind linsenförmig und überwiegend an die Arkosesandsteine gebunden. Die Erzlinsen in den einzelnen Sandsteinpaketen befinden sich im Bezug zur Geländeoberfläche alle mehr oder weniger an der gleichen Stelle – sie sind sozusagen übereinander „gestapelt“. Innerhalb einer Erzlinse lassen sich drei „Redoxfazies“ unterschieden: reduzierte Fazies (Uran-reich), oxiderte Fazies (Uran-arm) und Übergangsfazies. Der Anteil der jeweiligen Fazies an einer Erzlinse variiert zwischen den einzelnen Sandsteinpaketen relativ stark. So ist in den Sandsteinen W und V der Anteil der reduzierten Fazies besonders hoch, wohingegen in Sandsteinpaket T nur wenig Erz der reduzierten Fazies vorliegt. Das stratigraphisch höchste Sandsteinpaket R ist weitgehend erzfrei.
Das bedeutendste Uranmineral der reduzierten Fazies ist Coffinit, U[SiO4,(OH)4]. Es tritt, besonders häufig in kohlenstoff- und pyritreichen Partien, fein verwachsen mit Chlorit und Tonmineralen im Interstitialraum der Sandsteine auf. In geringeren Mengen in der reduzierten Fazies und in der Übergangsfazies vorkommende Uranerzminerale sind bislang nicht genau identifiziert worden. Es handelt sich wahrscheinlich um Uraninit, UO2, sowie um ein Uran-Titan-Mineral, vermutlich Betafit, (CaU)2(Ti, Nb, Ta)2O6(OH) oder Tanteuxenit, (Y, Ce, Ca)(Ta, Nb, Ti)2(O, OH)6. Die oxidative Fazies weist mehrere grünlich-gelbliche Sekundärminerale auf, vor allem Meta-Autunit, Ca(UO2)2[PO4]2·6–8H2O (eine leicht dehydrierte Variante des Autunits) und Boltwoodit, (K0,56Na0,44)[(UO2)(SiO3OH)]·1,5H2O, in geringeren Mengen auch Uranophan, CaH2(SiO4)2(UO2)·5H2O.
Unter genetischen Gesichtspunkten betrachtet, handelt es sich bei Kayelekera um eine sedimentär-hydrothermale Uranlagerstätte des Sandstein- oder Rollfront-Typs bzw. um eine spezielle Variante dieses Typs. Besonders an Kayelekera ist die Anreicherung der Uranminerale im Kern einer Synklinalen und die darauf zurückzuführende „Stapelung“ der Erzlinsen, die in Nordamerika, der Typregion der Rollfront-Lagerstätten, so nicht vorkommt. Das Uran stammt ursprünglich aus der Erosion granitischer Gesteine des präkambrischen Grundgebirges und wurde zunächst in reduzierendem chemischen Milieu als Bestandteil der Arkosen abgelagert. Die Arkosen sind somit das in geringen Mengen Uran enthaltende „Proto-Erz“. Nach Einsinken des Nördlicher-Rukuru-Halbgrabens und Bildung der Synklinalen zirkulierten oxidierende Hydrothermalwässer in den permeablen Sandsteinpaketen und mobilisierten (lösten) die unter reduzierenden Bedingungen schwerlöslichen Uransalze. Dabei propagierte zum einen die Oxidationsfront immer weiter in Strömungsrichtung der Hydrothermalwässer und zum anderen wurde durch die fortwährende Wiederausfällung von Uransalzen in der noch nicht oxidierten Zone unmittelbar vor der Oxidationsfront ebenjene Zone zunehmend mit Uran angereichert. Da die tonreichen Zwischenmittel relativ impermeabel für wässrige Lösungen sind, sind sie von der Vererzung weitgehend ausgenommen. Mit Uran angereicherte feldspathaltige Sandsteine, wie die der Kayelekera-Lagerstätte, werden im Deutschen auch als Aktivarkosen bezeichnet.

## Geschichte
Im Jahre 1957 wurden erstmals Handstücke radioaktiver Arkosen bei Mwankimene im Tal des Nördlichen Rukuru gefunden. Nachfolgende Prospektionen erbrachten jedoch zunächst keine positiven Ergebnisse. Im Jahre 1977 führte die italienische Agip radiometrische Erkundungsflüge über der Region durch und entdeckte dabei etliche Strahlungsanomalien. Die daraufhin unternommene Erkundungsarbeit am Boden führte zur Entdeckung von Sekundär-Uranmineralen in Aufschlüssen nahe dem Dorf Kaleyekera. Nach weiteren, intensiveren Prospektionsmaßnahmen vor Ort erneuerte die Agip ihre Erkundungslizenz jedoch nicht.
Bereits ab den späten 1970ern evaluierte auch das staatliche britische Central Electricity Generating Board (CEGB) das Uranpotenzial Malawis, wobei u. a. das Nördlicher-Rukuru-Becken in den Mittelpunkt des Interesses geriet. Im Jahre 1989, nachdem sich im Rahmen einer Machbarkeitsstudie das wirtschaftliche Potenzial der Lagerstätte bestätigt hatte, nahm die CEGB mit der Absicht der Errichtung eines Urantagebaus Verhandlungen mit dem Staat Malawi auf. Aus verschiedenen Gründen, u. a. der Privatisierung der CEGB und eines Einbruchs des Weltmarktpreises für Uran, schlief dieses Projekt jedoch in den frühen 1990er Jahren ein.
Im Jahre 1997 erwarb die australische Balmain Resources Pty Ltd eine Prospektionslizenz für das Kayelekera-Gebiet. Im März 1998 übernahm die ebenfalls australische Paladin Energy 90 % der Anteile am Erkundungsprojekt im Rahmen eines Joint Ventures („farm-in agreement“) mit Balmain Ressources. Im Jahre 2005 übernahm Paladin bzw. deren afrikanisches Tochterunternehmen, die Paladin (Africa) Ltd (PAL) schließlich auch die verbliebenen 10 %. Im Juli 2009 wurden 15 % der Aktienanteile der PAL im Rahmen eines Entwicklungsvertrages an den Staat Malawi übertragen. Bereits am 17. April 2009 wurde der Tagebau im Beisein des damaligen malawischen Präsidenten Bingu wa Mutharika offiziell eröffnet. Im Jahr 2010 endete die Anfahrphase (englisch: ramp up) und aus dem mittlerweile abgebauten Erz wurde in den angeschlossenen Aufbereitungsanlagen erstmals Triuranoktoxid (U3O8) gewonnen.
Kayelekera wurde konzipiert für eine Jahresproduktion von 3,3 Millionen Pfund (ca. 1495 Tonnen) U3O8, das entspricht rund 1268 Tonnen reinem Uran. Dieses Ziel konnte jedoch noch in keinem Jahr erreicht werden. Das bislang beste Ergebnis stammte aus dem Jahr 2013 mit knapp 3 Millionen Pfund (ca. 1344 Tonnen) U3O8. Im Februar 2014 wurde der Erzabbau vorläufig wieder eingestellt. Als Hauptgrund wurde der aktuell zu niedrige Weltmarktpreis für Uran genannt, der es der Grube nicht einmal ermögliche, kostendeckend zu arbeiten. Nach einer Abfahr-Phase (englisch: rundown), während der zumindest noch die Anlagen zur Aufbereitung des noch vorrätigen Erzes liefen, wurde die gesamte Grube am 6. Mai 2014 in einen vorläufigen Ruhezustand (care and maintenance) versetzt. Die Förderung soll wieder aufgenommen werden, wenn der Uran-Preis dauerhaft auf mehr als 75 US-Dollar je Pfund gestiegen ist.
Im März 2020 verkaufte die Paladin (Africa) Ltd. ihre gesamten Anteile an dem ruhenden Bergwerk. Neuer Hauptanteilseigner wurde das in Australien ansässige Bergbauunternehmen Lotus Resources Ltd.
Die untenstehende Tabelle enthält eine Aufstellung der Erzabbaumengen und der Uranproduktionsmengen der Jahre 2009 bis 2014.
| Geschäftsjahr | Gefördertes Erz (durchschnittl. Konzentration > 1000 ppm; in t) | Uran-Produktion (in lbs U3O8) | Uran-Produktion (in t U3O8) | Uran-Produktion (in tU) | Produktionssoll von 3,3 Mio lbs/Jahr erreicht zu |
| ------------- | --------------------------------------------------------------- | ----------------------------- | --------------------------- | ----------------------- | ------------------------------------------------ |
| 2009          | Anfahrphase                                                     | k. A.                         | k. A.                       | k. A.                   | ? %                                              |
| 2010          | 948.536                                                         | 963.000                       | 437                         | 370                     | 29,2 %                                           |
| 2011          | 946.410                                                         | 2.196.000                     | 996                         | 845                     | 66,5 %                                           |
| 2012          | 1.993.651                                                       | 2.478.000                     | 1.124                       | 953                     | 75,1 %                                           |
| 2013          | 1.072.225                                                       | 2.963.000                     | 1.344                       | 1.140                   | 89,8 %                                           |
| 2014          | k. A.                                                           | 2.350.000                     | 1.066                       | 904                     | 71,2 %                                           |
| gesamt        | 4.960.822                                                       | 10.950.000                    | 4.967                       | 4.212                   | 66,4 %                                           |